# 卡斯特 (堪薩斯州)
卡斯特（英語：Custer）是位於美國堪薩斯州史密斯縣的一個鬼鎮。

## 歷史
卡斯特的郵政局於1876年設立，直到1894年結束營運。

## 地理
卡斯特所處的海拔為高於海平面534米（即1752英呎），而該地所採用的時區為UTC-6，即北美中部時區（CST）。同時該地設有夏令時間，為UTC-6調快一小時，即UTC-5（CDT）。